# Експортер
Експортер — суб'єкт господарсько-правових відносин, що вивозить із країни експорту товар (товари).
Як експортери можуть виступати:
- Індивідуальні підприємці
- Підприємства, організації, корпорації (юридичні особи)
- Держава

В аналізі світової торгівлі товарами, роботами, послугами використовується поняття країни-нетто-експортера і країни-нетто-імпортера. Для країни нетто-експортера характерно істотне перевищення обсягу експорту над обсягом імпорту.
У 2007 р. згідно даних Організації економічного співробітництва та розвитку найбільшими країнами-експортерами є:
| Місце | Країна                            | Частка у світовій торгівлі товарами та послугами, % |
| ----- | --------------------------------- | --------------------------------------------------- |
| 1     | Німеччина                         | 9,52                                                |
| 2     | Китай                             | 8,81                                                |
| 3     | США                               | 8,41                                                |
| 4     | Японія                            | 5,13                                                |
| 5     | Франція                           | 3,97                                                |
| 6     | Нідерланди                        | 3,96                                                |
| 7     | Італія                            | 3,53                                                |
| 8     | Велика Британія                   | 3,14                                                |
| 9     | Бельгія                           | 3,09                                                |
| 10    | Канада                            | 3,01                                                |
| 11    | П. Корея                          | 2,69                                                |
| 12    | Росія                             | 2,57                                                |
| Разом | Дванадцять найбільших експортерів | 57,83                                               |